# Doronicum columnae
Doronicum columnae là một loài thực vật có hoa trong họ Cúc. Loài này được Ten. mô tả khoa học đầu tiên năm 1811.